# (1645) Waterfield
(1645) Waterfield – planetoida z grupy pasa głównego asteroid okrążająca Słońce w ciągu 5 lat i 131 dni w średniej odległości 3,06 au. Została odkryta 24 lipca 1933 roku w Landessternwarte Heidelberg-Königstuhl w Heidelbergu przez Karla Reinmutha. Nazwa planetoidy pochodzi od Reginalda Lawsona Waterfielda oraz Williama Francisa Herschela Waterfielda, brytyjskich astronomów. Przed nadaniem nazwy planetoida nosiła oznaczenie tymczasowe (1645) 1933 OJ.